# Онайда (Пенсільванія)
Онайда (англ. Oneida) — переписна місцевість (CDP) в США, в окрузі Скайлкілл штату Пенсільванія. Населення — 263 особи (2020).

## Географія
Онайда розташована за координатами 40°54′18″ пн. ш. 76°7′21″ зх. д. / 40.90500° пн. ш. 76.12250° зх. д. (40.905091, -76.122560).  За даними Бюро перепису населення США в 2010 році переписна місцевість мала площу 0,47 км², уся площа — суходіл.

## Демографія
Згідно з переписом 2010 року, у переписній місцевості мешкало 200 осіб у 97 домогосподарствах у складі 45 родин. Густота населення становила 422 особи/км².  Було 127 помешкань (268/км²).
Расовий склад населення:
| - 98,5 % — білих |

До двох чи більше рас належало 1,5 %. Частка іспаномовних становила 0,5 % від усіх жителів.
За віковим діапазоном населення розподілялося таким чином: 16,5 % — особи молодші 18 років, 64,5 % — особи у віці 18—64 років, 19,0 % — особи у віці 65 років та старші. Медіана віку мешканця становила 42,0 року. На 100 осіб жіночої статі у переписній місцевості припадало 100,0 чоловіків;  на 100 жінок у віці від 18 років та старших — 85,6 чоловіків також старших 18 років.
Середній дохід на одне домашнє господарство  становив 48 335 доларів США (медіана — 28 750), а середній дохід на одну сім'ю — 50 997 доларів (медіана — 43 750). За межею бідності перебувало 20,0 % осіб, у тому числі 45,0 % дітей у віці до 18 років та 0,0 % осіб у віці 65 років та старших.
Цивільне працевлаштоване населення становило 86 осіб. Основні галузі зайнятості: роздрібна торгівля — 38,4 %, мистецтво, розваги та відпочинок — 14,0 %, освіта, охорона здоров'я та соціальна допомога — 9,3 %, транспорт — 8,1 %.